# Иванс
Иванс (на английски: Evans) е град в окръг Уелд, щата Колорадо, САЩ. Иванс е с население от 17 912 жители (2007) и обща площ от 27,2 km². Намира се на 1418 m надморска височина. ЗИП кодът му е 80620, а телефонният му код е 970.